# Ferrari 458
La Ferrari 458 è un'autovettura sportiva con carrozzeria di tipo berlinetta costruita dalla casa automobilistica italiana Ferrari dal 2009 al 2015.
La gamma della 458 si divide in quattro modelli: Italia, Spider (presentata l'8 settembre 2011 a Maranello), Speciale (prodotta dal 2013) e Speciale A (versione spider della Speciale).
Nel 2015 viene sostituita dalla 488 GTB, evoluzione tecnica e stilistica della 458, che prima l'ha affiancata e poi l'ha sostituita.

## Meccanica

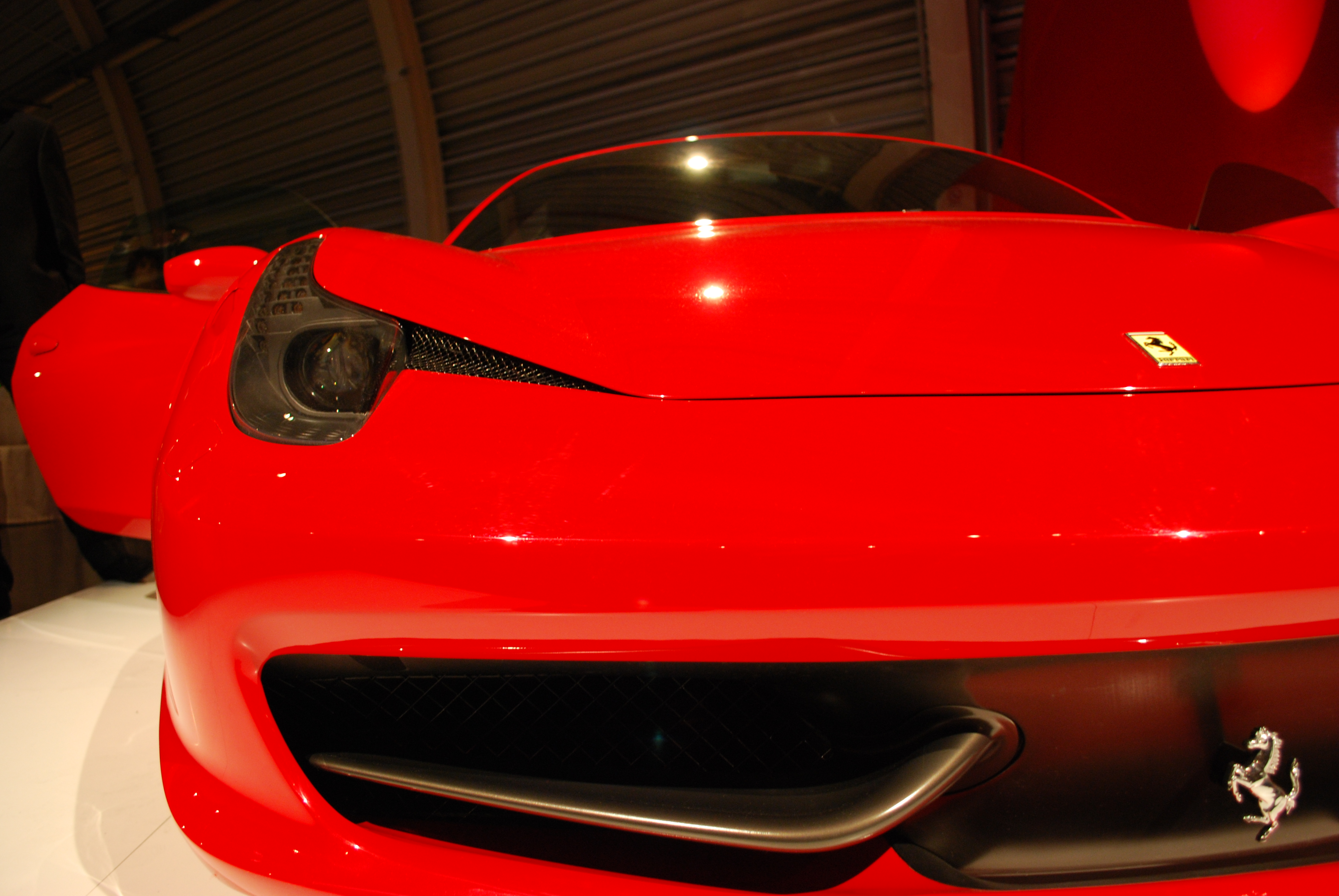
Dettaglio di una 458; notare le piccole alette aero-elastiche che generano carico aerodinamico e, all'aumentare della velocità, si deformano per ridurre la sezione di mandata del radiatore e diminuiscono la resistenza aerodinamica

Si tratta di una vettura a due posti, con motore 8 cilindri disposti a V. La denominazione della vettura fa un riferimento alla cilindrata (di 4,5 litri), seguito dal numero dei cilindri del motore. La vettura è stata presentata in anteprima sul web il 28 luglio 2009, mentre la presentazione ufficiale è avvenuta alla 63ª edizione del Salone dell'automobile di Francoforte che si è svolta dal 17 al 27 settembre 2009.
Il nuovo prodotto, secondo i comunicati aziendali, è frutto di un'importante evoluzione tecnica che le consente di ottenere emissioni e consumi inferiori rispetto al precedente modello "F430", pur avendo maggiore cilindrata e potenza. Tale miglioramento è merito del contenimento dei pesi e dell'attenzione a una valida profilatura aerodinamica che genera un carico verticale di 140 chilogrammi a 200 km/h con un coefficiente di resistenza aerodinamica (Cx) pari a 0,33.
La 458 Italia monta un motore V8 di 90° montato in posizione posteriore-centrale, dotato sia di iniezione diretta che indiretta, per gestire gli alti regimi dei quali il propulsore è capace, affiancato a un cambio elettroidraulico a doppia frizione con 7 rapporti, tecnologia che la casa italiana aveva già sperimentato sulla recente California. Il propulsore è caratterizzato da un rapporto di compressione particolarmente elevato (12,5:1).

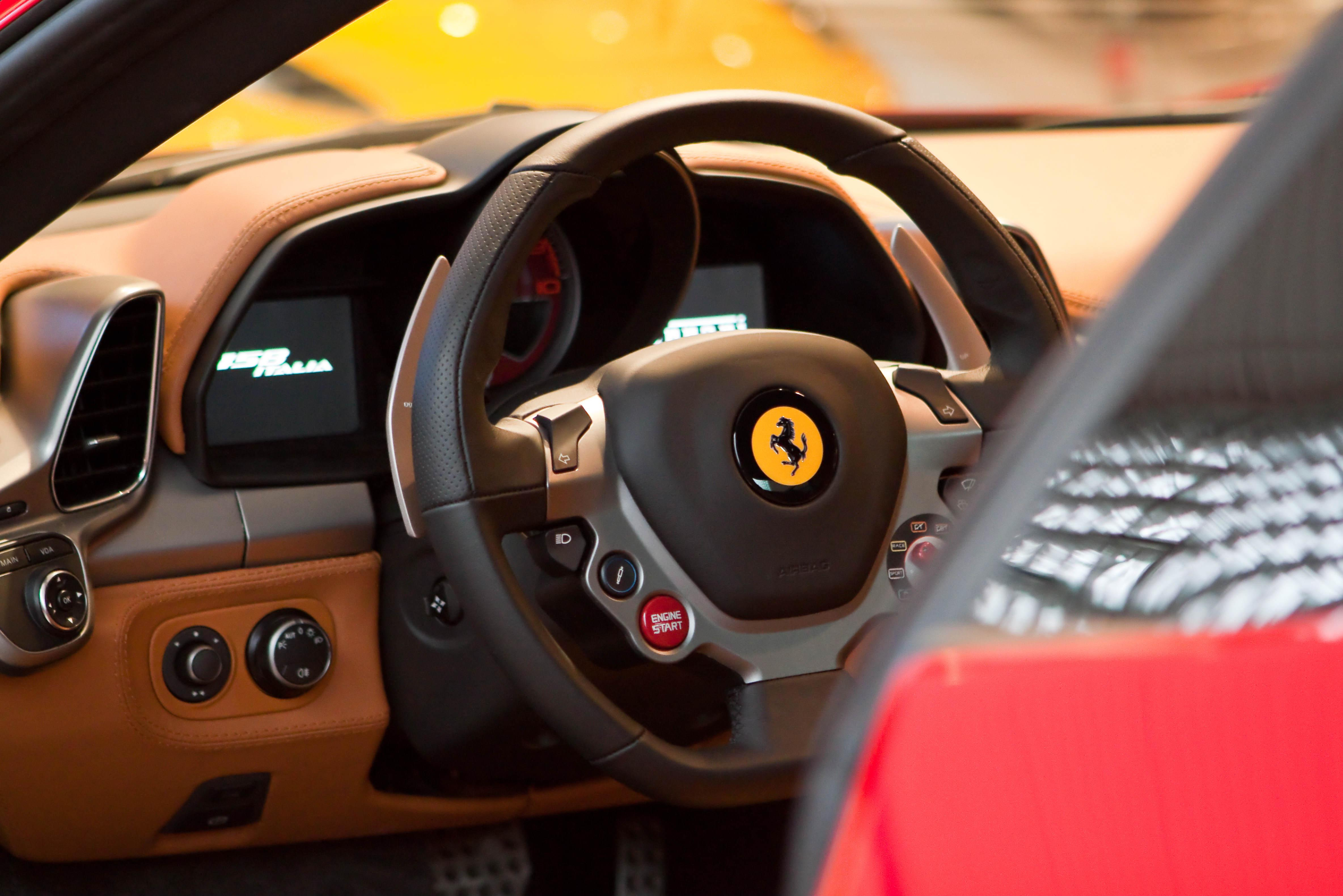
Una vista degli interni

La vettura è sviluppata su un telaio in lega d'alluminio realizzato con tecnologie di derivazione aerospaziale, con sospensioni anteriori a triangoli sovrapposti e multilink per quelle posteriori.
La vettura è dotata di un'unica centralina Magneti Marelli abbinata al manettino Ferrari di derivazione Formula 1. Un'unica centralina consente di gestire e disinserire l'E-Diff (differenziale elettronico), il F1-Trac (sistema di trazione) e l'ABS.
Particolare attenzione è stata prestata all'ergonomia degli interni e dei comandi di guida, questi ultimi tutti raggruppati sul volante per garantire una maggiore concentrazione alla guida senza distogliere le mani dallo stesso. Alla creazione e alla messa a punto della vettura ha partecipato, come consulente, il pilota automobilistico pluri-iridato di Formula 1 Michael Schumacher.

## Carrozzeria
Il profilo estetico della carrozzeria richiama le classiche linee sportive, generalmente create dalla Pininfarina per i precedenti modelli Ferrari, inserendo alcuni particolari innovativi, come i nuovi gruppi ottici a "scimitarra", simili a quelli della Ferrari California, e la sistemazione dei tre terminali di scarico, uniti al centro del paraurti posteriore, molto simili a quelli della Ferrari F40. Questi ultimi presentano due misure differenti: più piccolo quello centrale e più grandi quelli laterali.

## Dati tecnici

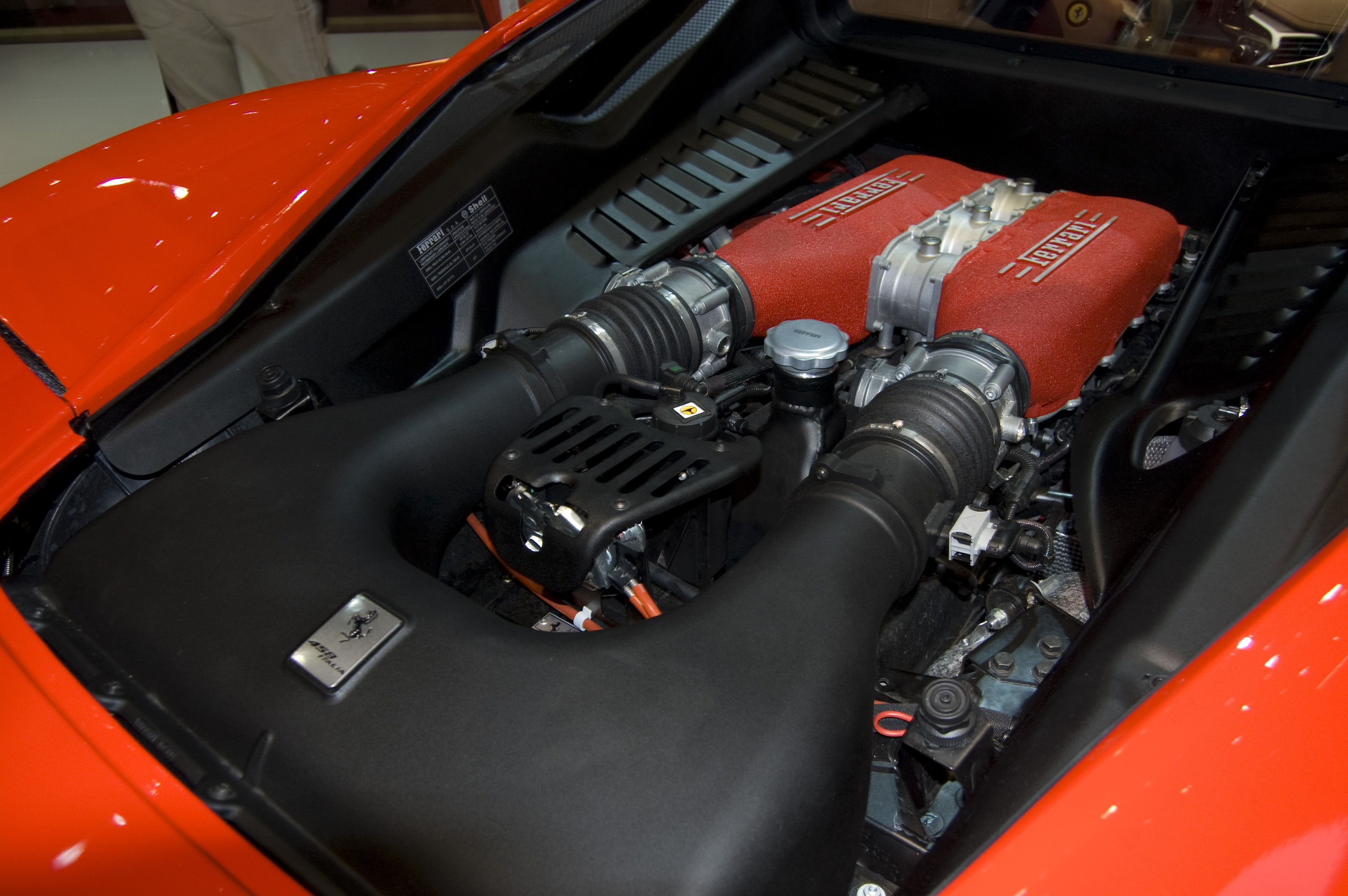
Motore 4,5 litri V8 di una Ferrari 458 Italia

La Ferrari 458 Italia è lunga 4527 mm per 1937 mm di larghezza e 1213 mm di altezza con un passo di 2650 mm, dimensioni che la rendono la più piccola delle vetture prodotte dalla casa di Maranello. Il propulsore V8, modello F136FB, ha una cilindrata complessiva di 4 499 cm³, eroga 570 CV a 9.000 giri (con una potenza specifica di 127 CV/litro), con una coppia massima di 540 N·m a 6.000 giri/min (con coppia specifica di 120 N·m/litro). Oltre l'80% di essa è disponibile dai 3.250 giri/min.

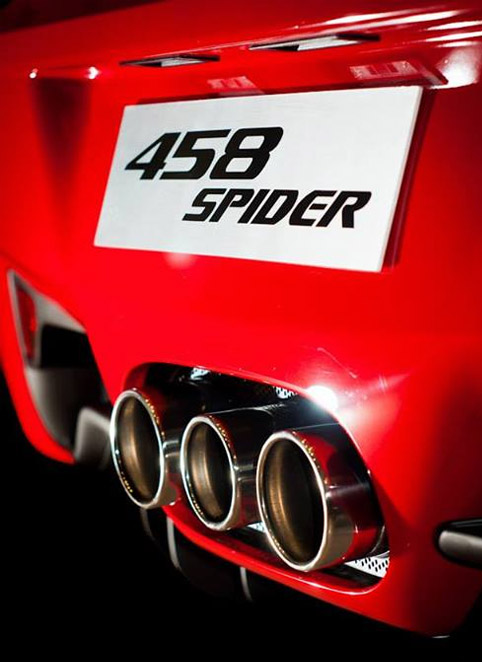
Dettaglio degli scarichi a tre uscite di una 458 Spider

I consumi e le emissioni (ciclo ECE + EUDC) sono di 13,7 l/100 km pari a 307 g/km di CO2, la vettura ha un peso ridotto e nella versione standard raggiunge i 1485 kg in ordine di marcia, nella versione con cerchi forgiati e sedili racing specifici pesa 1380 kg, il rapporto peso/potenza di 2,42 kg/CV. La distribuzione dei pesi è di 42% all'anteriore e 58% al posteriore. La vettura è dotata di freni a disco Brembo con un sistema di precarico dei pistoni che riduce a 32,5 metri lo spazio di frenata per fermare la vettura da una velocità di 100 km/h.
Sempre secondo quanto dichiarato, la Ferrari 458 Italia arriva a una velocità di 100 km/h da ferma in meno di 3,4 secondi e raggiunge una velocità massima superiore ai 325 km/h. A migliorare le prestazioni contribuiscono le appendici aerodinamiche anteriori poste ai lati del logo del cavallino rampante, somiglianti per forma agli alettoni delle monoposto di Formula 1, la cui incidenza viene automaticamente regolata dalle deformazioni assunte a causa della velocità. La trazione, come da tradizione della casa modenese, è posteriore. La vettura è dotata di cerchi da 20" con pneumatici 235/35 all'anteriore e 295/35 al posteriore.
La Ferrari 458 Italia può essere acquistata in due varianti: la normale e la HELE (acronimo inglese che sta per "High Emotion Low Emission" ovvero in italiano Alte Emozioni Basse Emissioni). Questo sistema Ferrari, utilizzato in passato per la prima volta sulla California, consente di diminuire del 10,4% (32 g di CO2/km per un totale di 275 g di CO2/km) le emissioni di anidride carbonica e di aumentare la percorrenza dell'11,8% (1,0 km con un litro di carburante per un totale di 8,5 km/l) mantenendo invariate le prestazioni di velocità massima e di accelerazione. Questo è possibile grazie alla presenza dello Stop&Start e di varie migliorie meccaniche. Questa versione si può avere pagando un sovrapprezzo di 1.222 Euro.

## 458 Spider

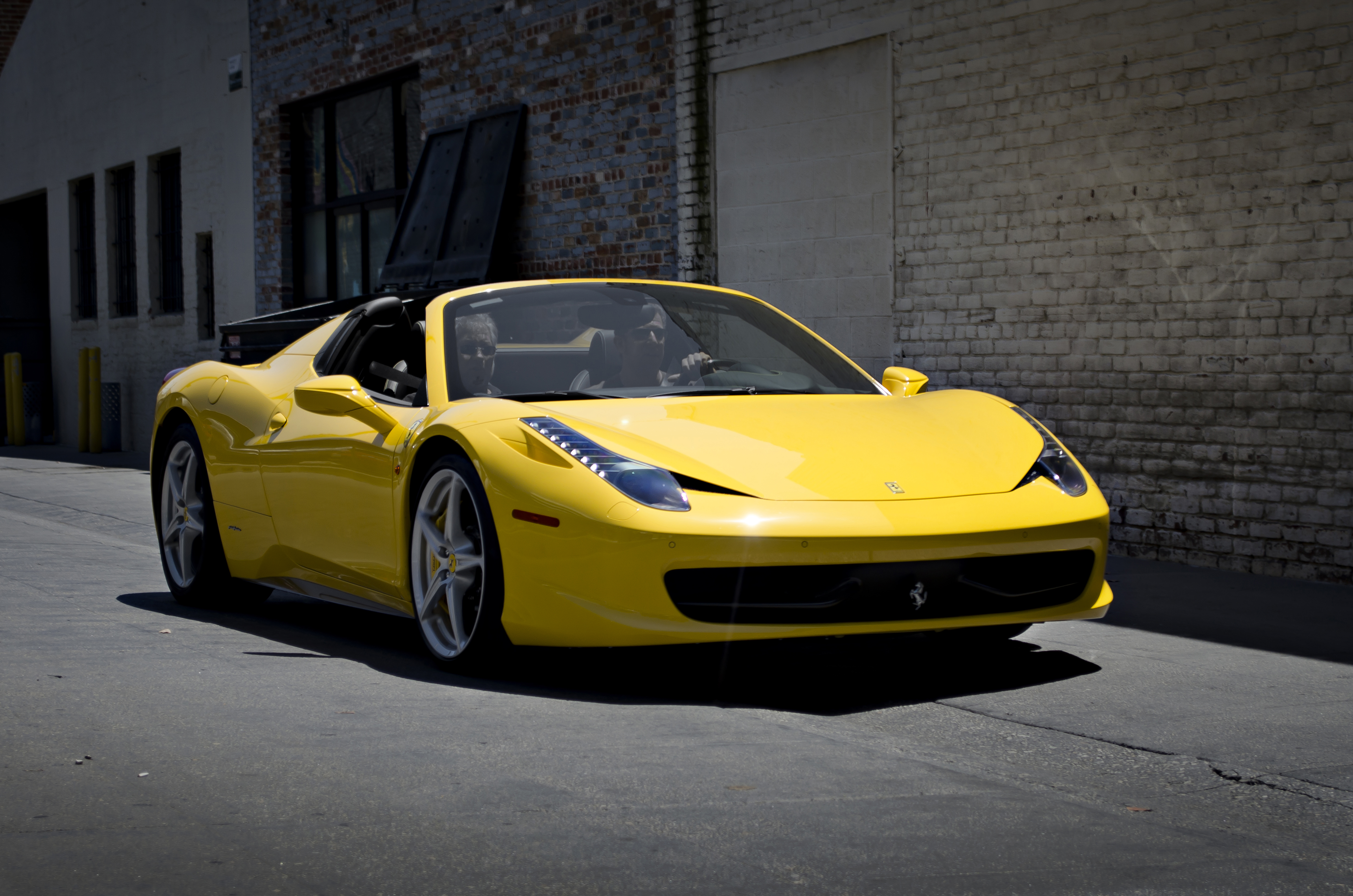
Una Ferrari 458 Spider

L'8 settembre 2011, pochi giorni prima del Salone dell'automobile di Francoforte 2011, è stata presentata a Maranello la versione scoperta della 458 Italia; durante una cerimonia nella quale è entrata sul palco, in due colorazioni differenti, con alla guida i piloti di Formula 1 Fernando Alonso e Felipe Massa.
Il sistema di apertura del tettuccio è inedito: questo infatti viene azionato da un meccanismo che combina il movimento retrattile a quello rotativo per migliorare la velocità di ripiegamento e le proprietà strutturali, senza alterare prestazioni sia da chiuso che durante l'apertura/chiusura.

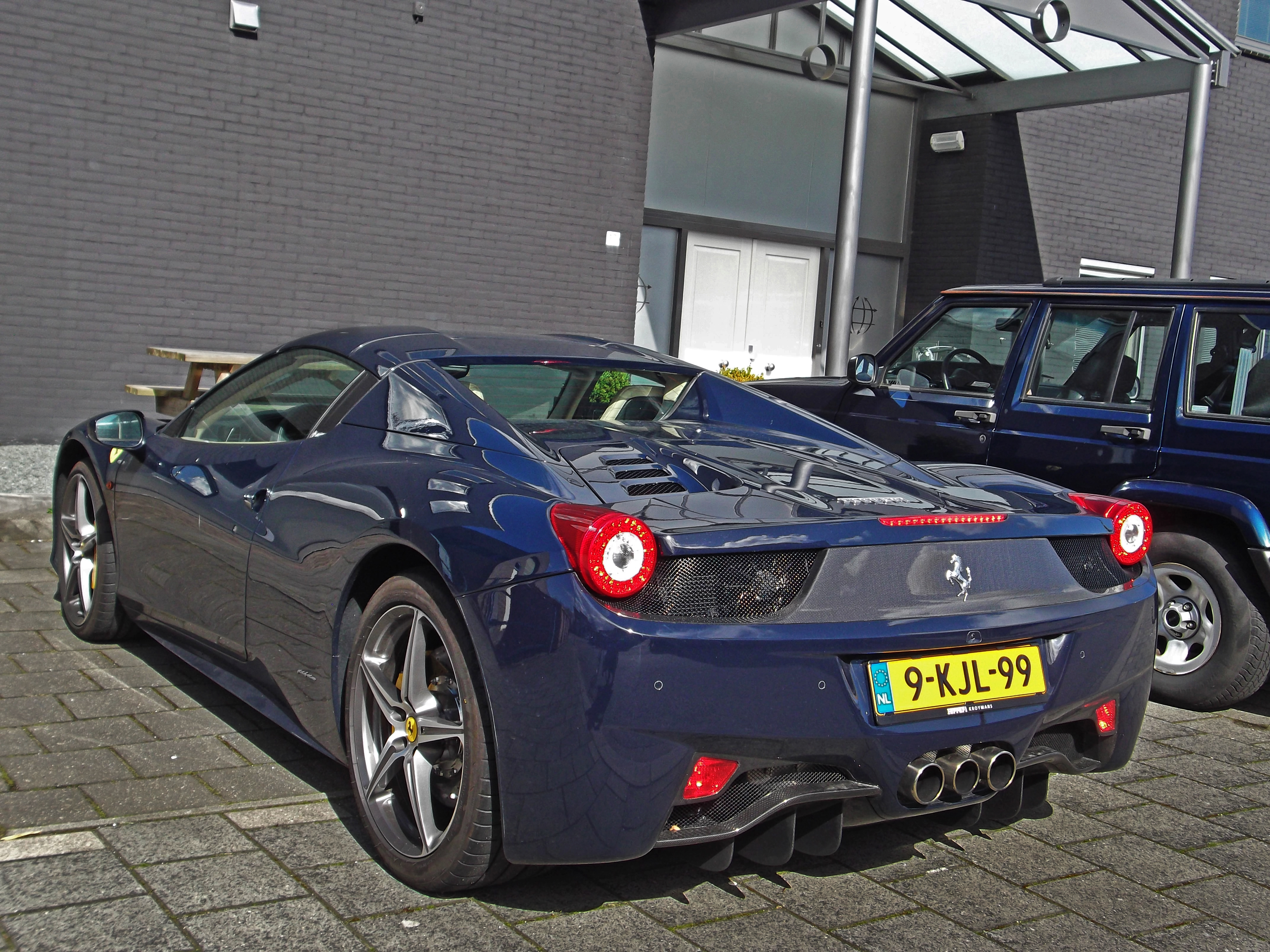
Posteriore di una 458 Spider; notare le 2 "pinne" che svolgono la funzione di roll bar

Le componenti meccaniche restano invariate, ma, azionando un bottone sulla console centrale, in 14 secondi la 458 Spider si scopre. L'hard top ha una struttura in alluminio totalmente integrata nel design, più leggera di 25 kg rispetto alla struttura classica in tela; inoltre, la struttura mobile non ne compromette i valori di aerodinamica e prestazioni. In pratica, si tratta di due sostegni incorporati in una cavità apribile a seconda delle condizioni del tettino pieghevole, soluzione che ottimizza il flusso d'aria diretto alle prese di ventilazione del propulsore. A questo si aggiunge un comodo frangivento in cristallo, regolabile elettricamente, e sistemato tra le due "pinne", così da rendere facili le conversazioni a bordo senza disturbi aerodinamici.
Il motore resta invariato, l'accelerazione 0–100 km/h viene effettuata in 3,5", più lenta di 1/10 di secondo rispetto alla versione con tetto fisso, mentre la velocità massima si riduce a 320 km/h. Il peso aumenta a 1430 kg e di conseguenza il rapporto peso/potenza è di 2,50 kg/CV. La ripartizione dei pesi è: 42% anteriore - 58% posteriore. La capacità del bagagliaio è di 230 litri, quella della panchetta posteriore 58 litri.
Il video promozionale ufficiale della 458 Spider è stato girato in Campania, tra la Reggia di Caserta e la costiera amalfitana, e in alcune zone della Basilicata.
Per le sue dote progettuali, la vettura è stata insignita dei premi Cabriolet of the Year 2011, International Engine of the Year 2011, International Engine of the Year 2012 e Best Performance Engine over 4 liter 2012 della rivista BBC Top Gear Magazine. Inoltre, il Sunday Times le ha conferito il Best Sports Car and Convertible 2012.

## 458 Speciale

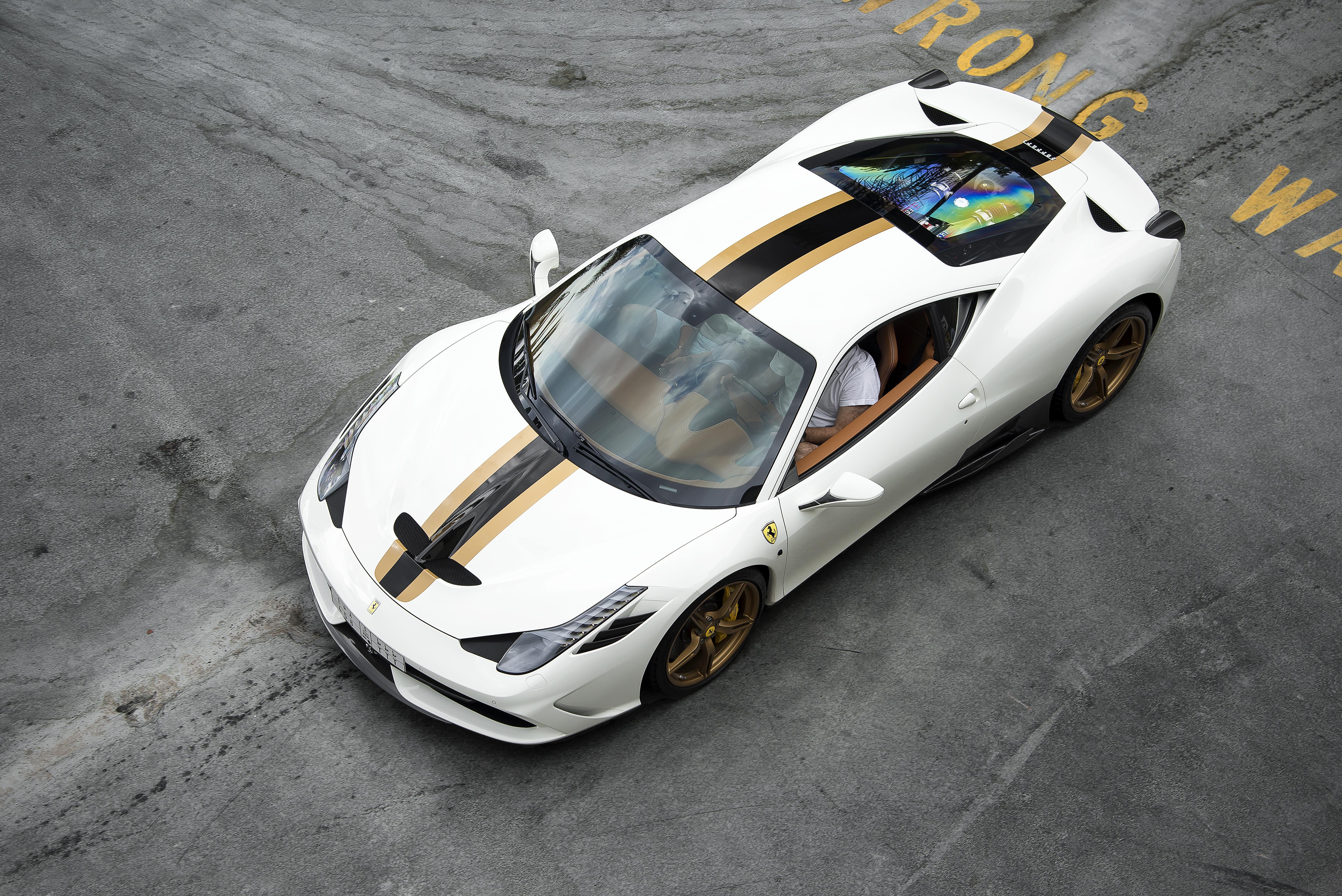
La Ferrari 458 Speciale

Il 21 agosto 2013 viene ufficializzata dalla Ferrari la 458 Speciale, erede diretta della F430 Scuderia. La vettura, ridisegnata negli elementi aerodinamici ed alleggerita nonché portata all'essenzialità e il V8 aspirato è stato ulteriormente potenziato raggiungendo la potenza di 605 CV (a 9.000 giri al minuto, mentre la coppia massima è di 540 Nm a 6.000 giri/min), si tratta del motore V8 aspirato montato su autovetture di serie con maggiore potenza specifica di sempre: 135 CV/litro. Il rapporto peso/potenza (pesa 1.290 kg, 90 in meno della coupé) è pari a 2,13 kg/CV, scatta da 0 a 100 km/h in meno di tre secondi (da 0 a 200 km/h 9,1" con un tempo di cambiata di appena 0,06 secondi) e ha un indice di efficienza: E=1,5. È la vettura stradale aerodinamicamente più efficiente della storia della Ferrari. La 458 Speciale, che è di serie (non quindi in serie numerata ma comunque prodotta in modo limitato da ottobre 2013 a marzo 2015 secondo JTcars.net sono state prodotte 1309 unità) e quindi si affianca nei listini alla coupé e alla spider, racchiude in sé diversi concetti innovativi, riprende alcune soluzioni proposte in LaFerrari ed anticipa nuovi standard che verranno applicati a tutte le future creazioni della casa emiliana. Testata sulla pista di Fiorano realizza un tempo di 1'23"5, 5 decimi in più della F12berlinetta. La vettura è dotata di aerodinamica attiva: delle ali mobili inserite sia al posteriore che all'anteriore, anche nel sotto-scocca; migliorata l'accelerazione laterale che si è rivelata la più elevata di sempre per una Ferrari stradale: 1,33 g.

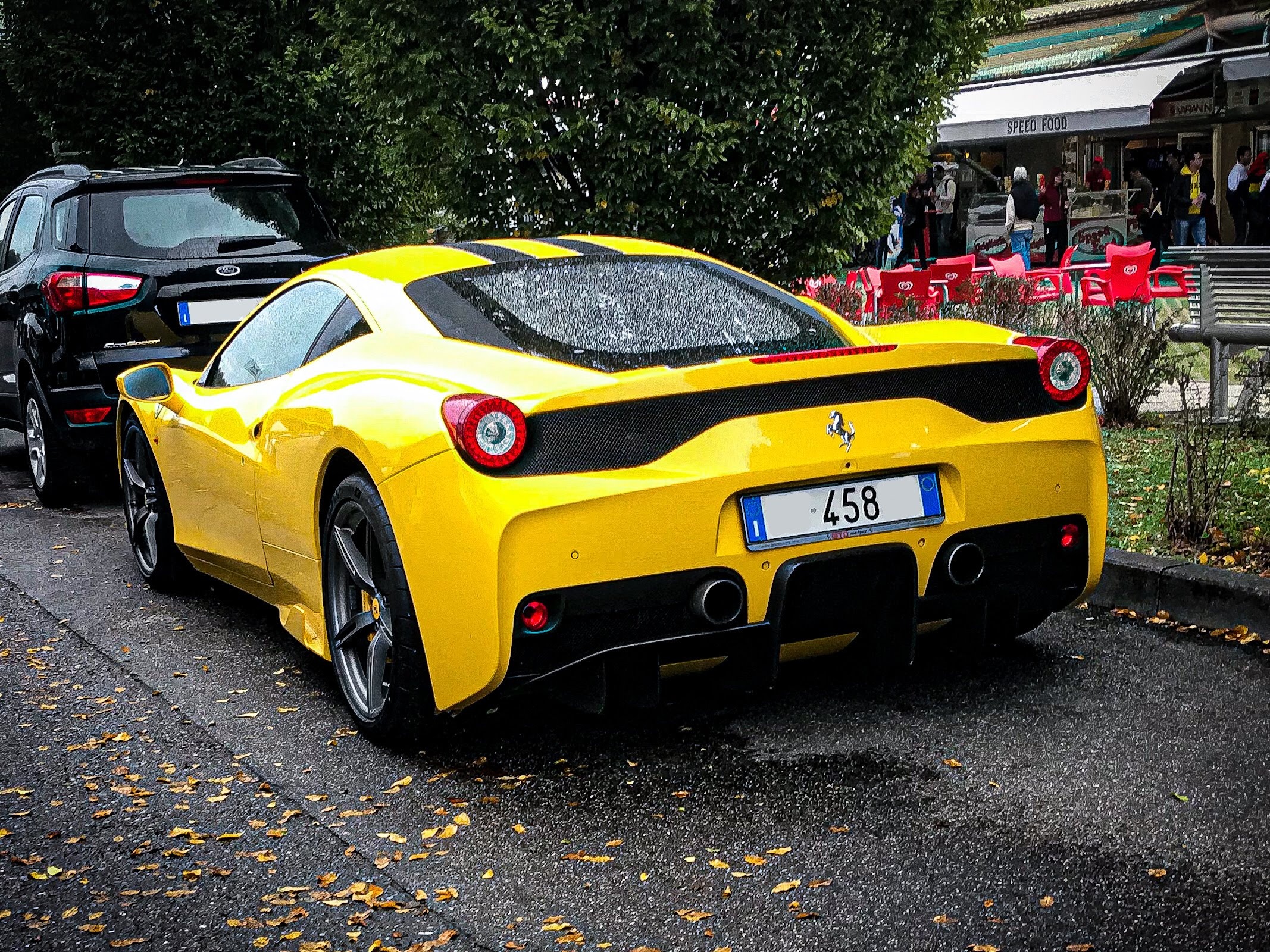
Vista posteriore di una Ferrari 458 Speciale del 2015

Interventi, oltre che tecnici ed estetici (questi esclusivamente per migliorare peso ed aerodinamica) sono stati apportati anche all'elettronica: uno dei più innovativi sistemi introdotti è il dispositivo "SSC" ovvero il controllo elettronico dell'angolo di assetto (Side Slip angle Control): sistema che tramite un algoritmo analizza continuamente l'assetto della vettura e lo confronta con i valori ideali di riferimento al fine di ottimizzare la gestione e la ripartizione della coppia motore, gestita attraverso il controllo di trazione F1-Trac e ripartita tramite il differenziale (gestito dal sistema elettronico E-Diff) sulle ruote posteriori. La 458 nella versione Speciale ha ricevuto rilevanti modifiche alle appendici aerodinamiche, paraurti e posteriore, la caratteristica bocca con le alette mobili passive sono state sostituite da un inedito paraurti dotato di aerodinamica attiva e un disegno completamente modificato, ogni modifica estetica è puramente stata effettuata per ragioni aerodinamiche. Anche il posteriore è cambiato, così la disposizione degli scarichi che ricordano quelli dell'antenata F430 Scuderia. Anche al posteriore sono stati aggiunti sistemi aerodinamici di tipo attivo, le minigonne sono cambiate anche la gestione dei flussi dell'aria e di conseguenza anche le bocchette di aerazione e convogliamento della stessa. La vettura è stata alleggerita con nuove soluzioni, sia nella carrozzeria che negli interni: questi sono stati modificati a fini unicamente legati al peso, la modifica estetica più evidente riguarda il tunnel centrale alleggerito, è ora dotato di un unico esile elemento in carbonio volto a migliorare l'ergonomia e la velocità (nonché la facilità) di utilizzo durante una situazione di massima concentrazione. Altre modifiche rilevanti riguardano la rivisitazione della plancia nei materiali e nelle soluzioni scelte per la scocca della stessa, modifiche visibili sono state effettuate dalla parte del passeggero dove è ora presente una protezione anti-urto in materiale leggero. Le finiture interne sono caratterizzate dalla fibra di carbonio: sedili specifici Sabelt (con scocca in carbonio e rivestimento alcantara), volante e paddle, console centrale sul tunnel, bocchette aerazione, pannelli porta e maniglie. Alluminio mandorlato invece nella zona pedaliera passeggero e guidatore e nella pedana davanti e sotto i sedili. Anche in questo caso lo studio della carrozzeria è stato eseguito in collaborazione con la Pininfarina.

## 458 Speciale A

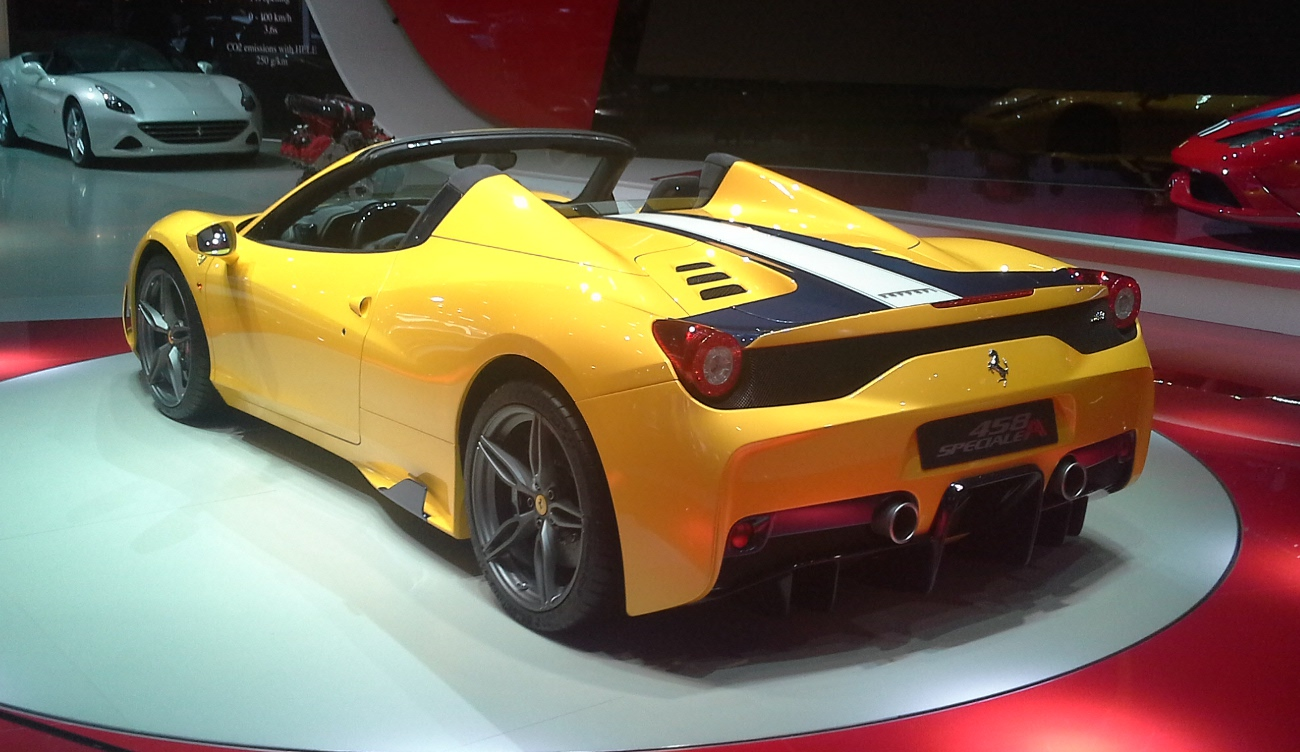
La 458 Speciale A.

Questa spider (A sta infatti per aperta) prodotta in serie limitata di 499 esemplari è la più prestazionale nella storia della Ferrari, grazie all'aerodinamica attiva e al nuovo motore V8. L'accelerazione 0–100 km/h è di 3,0 secondi e per il telaio realizzato in 10 leghe di alluminio si è fatto ricorso a materiali e tecnologie aerospaziali. Il tetto rigido si apre o chiude in soli 14 secondi, la vettura dispone di elettronica di ultima generazione e in particolare del controllo elettronico dell'angolo di assetto (SSC).
La nuova 458 Speciale A rispetto alla versione coupé, presenta al frontale la stessa soluzione di paraurti, possiede le pinne verticali sui lati dell'auto che servono per far confluire il flusso l'aria lungo la fiancata. Altri elementi aerodinamici all'avanguardia sono stati usati sui passaruota, dove sono state create delle feritoie che espellono i flussi di aria calda provenienti dalle masse radianti e le indirizzano verso il deviatore di flusso posteriore. I tecnici di casa Ferrari hanno creato inoltre un nuovo cofano anteriore, che presenta uno sfogo più grande al centro, che è abbellito e reso più aggressivo da un profilo verticale in corrispondenza della banda colorata. Nella zona fiancate sono state inoltre disposte due piccole paratie davanti alle ruote posteriori che hanno lo scopo di ridurre le turbolenze che si creano per colpa del moto delle ruote quando le stesse girano ad alta velocità.

## 458 Challenge

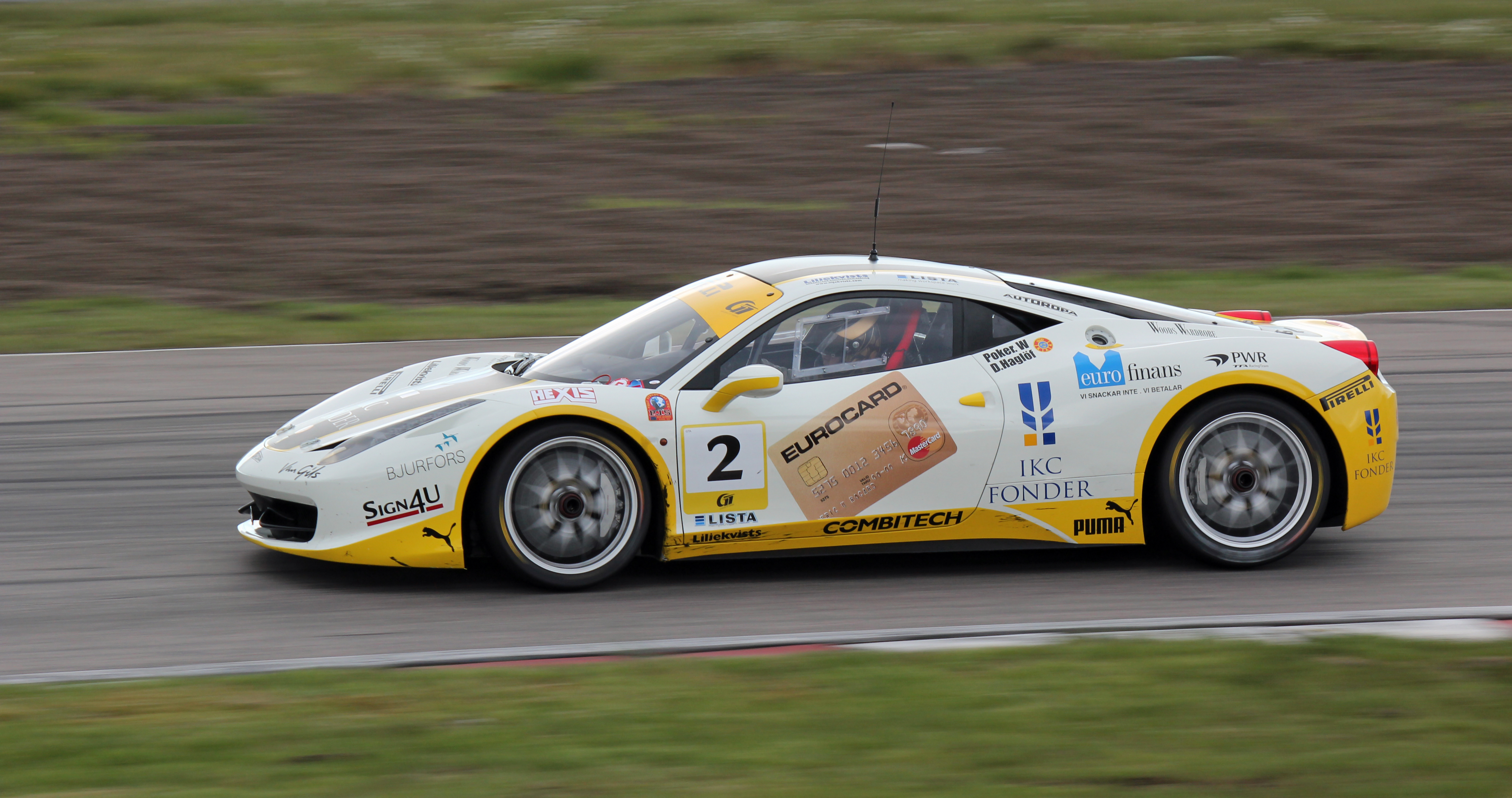
La Ferrari 458 Challenge

Al Motor Show di Bologna del 2010, esordisce la versione Challenge, destinata alle competizioni dell'omonimo Trofeo dedicato ai clienti sportivi del Cavallino Rampante. Dopo la 348, la 355, la 360 Modena e la F430, anche l'ultima nata di Maranello scende in pista. Il passaporto tecnico riporta 100 kg in meno alla bilancia ottenuti spogliando la vettura di molti arredi interni e agendo su componentistica come i cerchi, i sedili, alcuni componenti dell'autotelaio. Invariata la quota tecnica del propulsore: centralina con mappatura leggermente diversa e scarichi più permeabili sono le variazioni sul fronte motoristico.
Durante le Finali Mondiali 2013 disputatesi al Mugello, viene presentata la 458 Challenge Evoluzione, dotata di un'aerodinamica aggiornata che include un inedito alettone posteriore, un nuovo splitter anteriore e un fondo vettura ridisegnato. Vengono inoltre apportate migliorie a freni e sospensioni.

## 458 Italia GT2
La versione da competizione della 458 ha debuttato nel 2011 ed ha corso fino al 2016 nei regolamenti GTE e GT3 portata in pista da AF Corse - il team di riferimento Ferrari nelle competizioni GT - e da numerose squadre clienti in tutto in mondo. Le Ferrari 458 Italia GT2 di AF Corse hanno vinto le edizioni 2012 e 2014 della 24 Ore di Le Mans tra le vetture Gran Turismo, oltre a tre mondiali costruttori GT e due mondiali piloti GT nel Campionato del mondo endurance.

## Motorizzazioni
| Ferrari 458           |               |               |            |                 |                     |                      |                      |                     |                      |
| Modello               | Disponibilità | Alimentazione | Cilindrata | Potenza         | Coppia massima (Nm) | Emissioni CO2 (g/km) | 0–100 km/h (secondi) | Velocità max (km/h) | Consumo medio (km/l) |
| 4.5 V8 DCT Italia     | dal debutto   | Benzina       | 4495       | 419 kW (570 CV) | 540                 | 307                  | 3,4                  | 325                 | 7,5                  |
| 4.5 V8 DCT Spider     | dal 2011      | Benzina       | 4495       | 419 kW (570 CV) | 540                 | 275                  | 3,4                  | 320                 | 8,5                  |
| 4.5 V8 DCT Speciale   | dal 2013      | Benzina       | 4497       | 445 kW (605 CV) | 540                 | 275                  | 3,1                  | > 325               | 11,8                 |
| 4.5 V8 DCT Speciale A | dal 2014      | Benzina       | 4497       | 445 kW (605 CV) | 540                 | 275                  | 3,1                  | 320                 | 11,8                 |

## Versioni speciali

### Ferrari SP12 EC

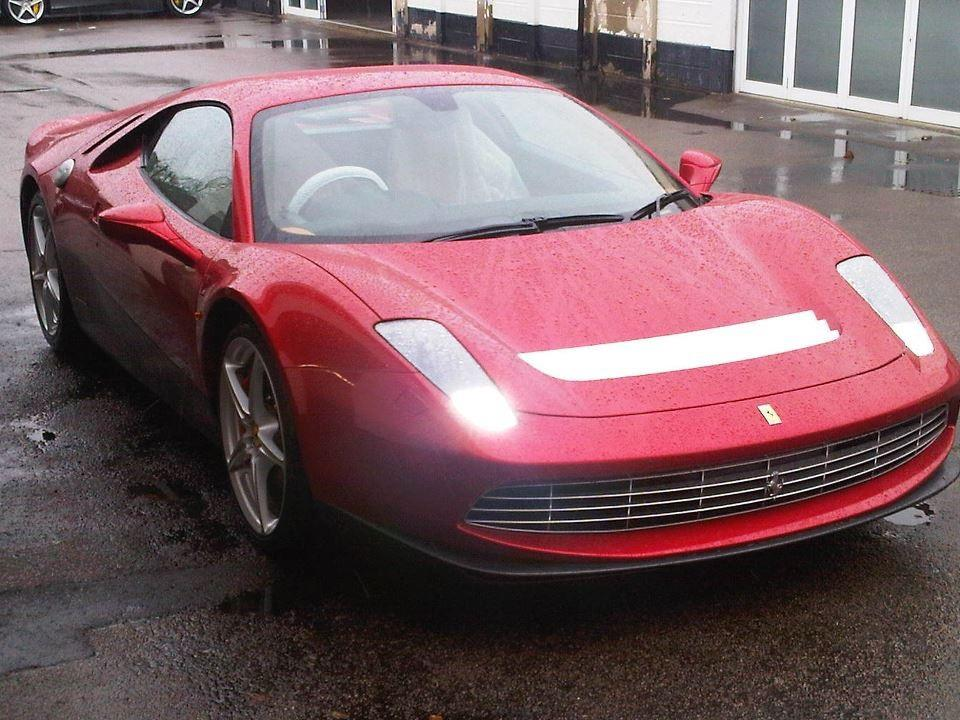
Ferrari SP12 EC

Nel 2012 il chitarrista Eric Clapton ha commissionato alla Ferrari una speciale one-off su base 458 Italia, chiamata SP12 EC. La vettura, disegnata dal Centro Stile Ferrari e da Pininfarina, richiama stilisticamente la 512 BB degli anni ottanta, di cui Clapton ha posseduto tre esemplari. Gli omaggi alle berlinette di Maranello di quel decennio sono evidenti nel lungo sfogo d'aria orizzontale sul cofano anteriore, nella fascia laterale in nero opaco che cinge la parte bassa delle fiancate, nelle "gobbe" presenti sopra il cofano motore, e nella caratteristica griglia al posteriore, che circonda i fari.

### Pininfarina Sergio

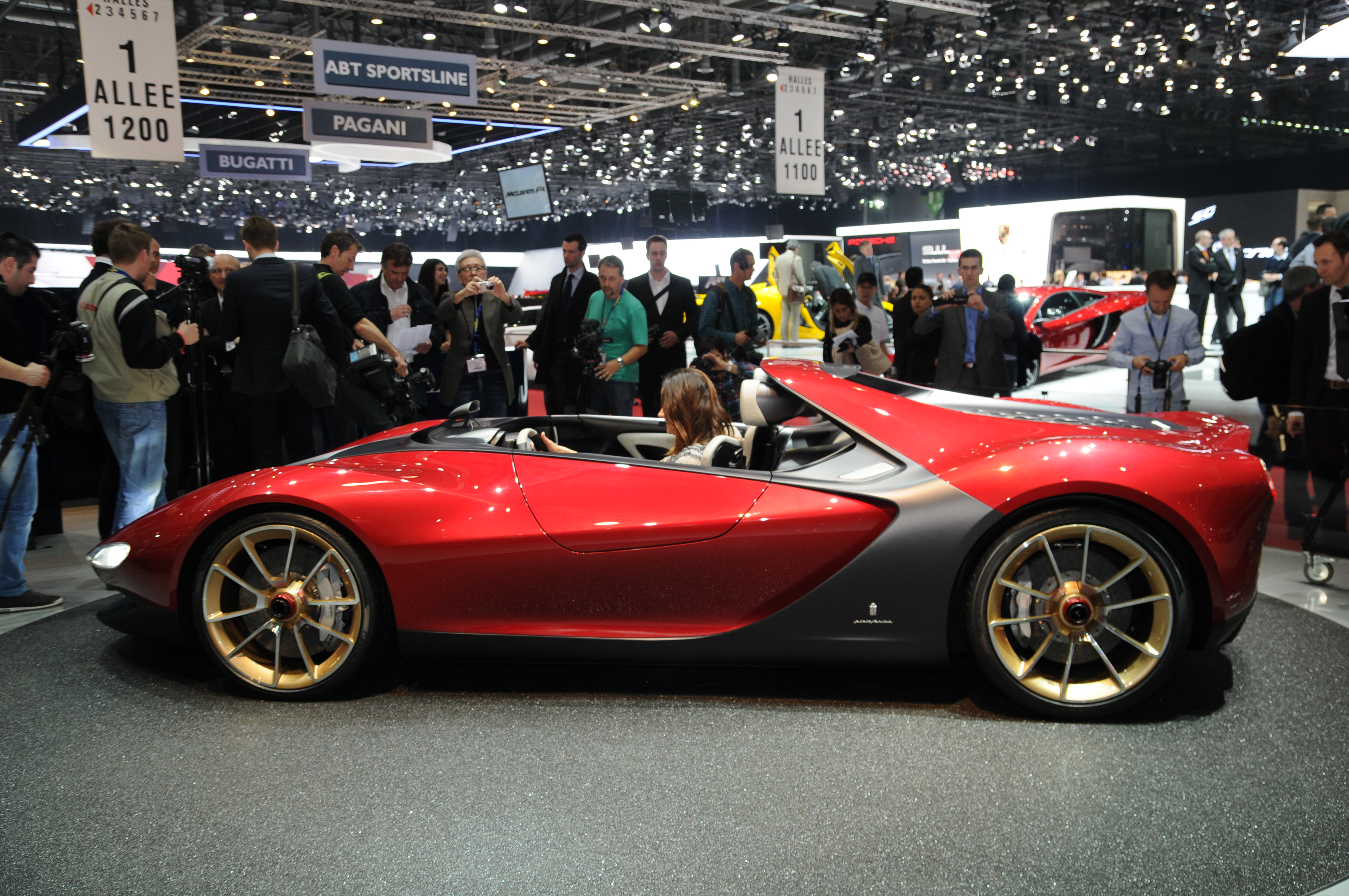
Fiancata della Pininfarina Sergio

Basandosi sulla meccanica della Ferrari 458 Italia Spider, la Pininfarina ha realizzato, in occasione del salone dell'automobile di Ginevra del 2013, una concept car denominata Pininfarina Sergio, in onore del presidente della casa di design. La vettura è stata convertita in una barchetta a due posti che riprende le linee delle vetture da competizione degli anni settanta. La carrozzeria, oltre che per esercizio estetico, è stata modificata per ottenere una rigidità torsionale superiore a quella della 458 originale. Inoltre, la concept ha ottenuto un risparmio di peso equivalente a 150 kg, motivo per cui l'accelerazione da 0 a 100 km/h è scesa a 3,4 secondi.

### 20th Anniversary Special Edition
Nel 2012, per commemorare il 20º anniversario della vendita della prima Ferrari in una concessionaria di Pechino, la Ferrari ha deciso di realizzare un'edizione limitata della 458 Italia in 20 esemplari, denominata 20th Anniversary Special Edition. Rispetto alla versione originale, questa offre una colorazione Rosso Marco Polo abbinata ad una livrea dorata/nera con longma che raffigura un dragone e il tracciato di un circuito, le alette anteriori flessibili dorate ed i cerchi in lega sempre dello stesso colore.

## La 458 e le forze dell'ordine
A fine marzo 2017, viene presentata dalla Polizia Locale di Milano una versione modificata della Ferrari 458 Spider, adibita non ai servizi di pattuglia o di intervento a causa degli elevati prezzi di manutenzione del veicolo, ma al solo scopo di istruzione e formazioni stradale per i ragazzi. La vettura è stata requisita alla malavita organizzata ed è stata preparata gratuitamente dalla Ferrari con l'allestimento specifico quali lampeggianti, radio di bordo e verniciatura e livrea bianco-verde realizzati da un apposito carrozziere.